# Kibara katikii
Kibara katikii är en tvåhjärtbladig växtart som beskrevs av W.R. Philipson. Kibara katikii ingår i släktet Kibara och familjen Monimiaceae. Inga underarter finns listade i Catalogue of Life.